# .hack//G.U.
.hack//G.U. 是由Namco Bandai從2005年開始的跨媒體計劃。

## 主要故事
.hack//Roots「駭客//根源」
動畫，全26話。主要講述主角長谷雄在遊戲版之前，剛剛開始遊戲至被三爪痕数据抽取後。
.hack//Roots Sound Form 1
.hack//Roots Sound Form 2
.hack//G.U.
PS2遊戲的3部作品。計劃的主軸。
Vol.1 再誕
Vol.2 思君之聲（君想フ声）
Vol.3 以步行速度前進（步くような速さで）
.hack//CELL
涼風 涼所著作的輕小說作品。
.hack//G.U.+
是由森田柚花繪畫，濱崎達也創作的漫畫作品，遊戲的漫畫化。
.hack//4koma
是由墨丸こいち繪畫的4格漫畫作品。
.hack//GnU
是由河南あすか繪畫，種子島貴創作的漫畫作品。
.hack//Alcor
是由泉原れな繪畫，天羽かなみ創作的漫畫作品。
.hack//G.U. Last Recode
2017年於PS4及Steam上發售的高畫質重製版。除了畫面強化、遊戲機能改善外，也新增了新章節 Vol.4。
Vol.4 或許是織出世界的大蛇們所作之夢（あるいは世界を紡ぐ蛇たちの見る夢）

## 相關產品
.hack//G.U. THE CARD BATTLE
卡牌遊戲。根據遊戲內的網絡卡牌遊戲的規則進行遊戲。全84種。
.hack//G.U.: The World
G.U.的情報雜誌。
.hack//Roots O.S.T.
.hack//Roots O.S.T. 2
.hack//G.U. GAME MUSIC O.S.T.
.hack//G.U. GAME MUSIC O.S.T.2
.hack//G.U. Character fans book

## 外部連結
- Project GU
- BANDAI label内的官方網站（页面存档备份，存于）